# Gala Mestres
Gala Mestres Ricart (Villanueva y Geltrú, 23 de octubre de 1994) es una jugadora de baloncesto española. Juega en la posición de alero.
Debutó en la Liga Femenina 2 con el Barça CBS en la temporada 2013-14. Posteriormente, jugó en el Basket Almeda (2014-16) y en el Santa Rosa de Lima-Horta (2016-17). En el año 2017, se fue a Canadá, a jugar en la Liga universitaria canadiense con los Mount Royal Cougars, volviendo la temporada siguiente a España, al Club Baloncesto Arxil, también en la Liga Femenina 2.  Su debut en la Liga Femenina, máxima categoría del baloncesto español, se produjo en 2019, en el CD Zamarat. Al año siguiente fichó por el Cadí la Seu, volviendo a Zamora en 2021, pero esta vez a la recién estrenada Liga Femenina Challenge. La temporada 2022-23 fichó por el Club Joventut Badalona, con el que se proclamó campeona de la Liga catalana Challenge y fue escogida MVP estatal de la Liga Challenge .  La temporada siguiente fichó por el Baxi Ferrol, equipo en el que juega actualmente.